# 聖多明戈 (瓊塔萊斯省)
聖多明戈（西班牙語：Santo Domingo），是尼加拉瓜的城鎮，位於該國中部，由瓊塔萊斯省負責管轄，始建於1913年3月17日，面積682平方公里，海拔高度502米，2005年人口12,182，人口密度每平方公里17.86人。
12°15′N 85°4′W / 12.250°N 85.067°W